# Cirkwehrum

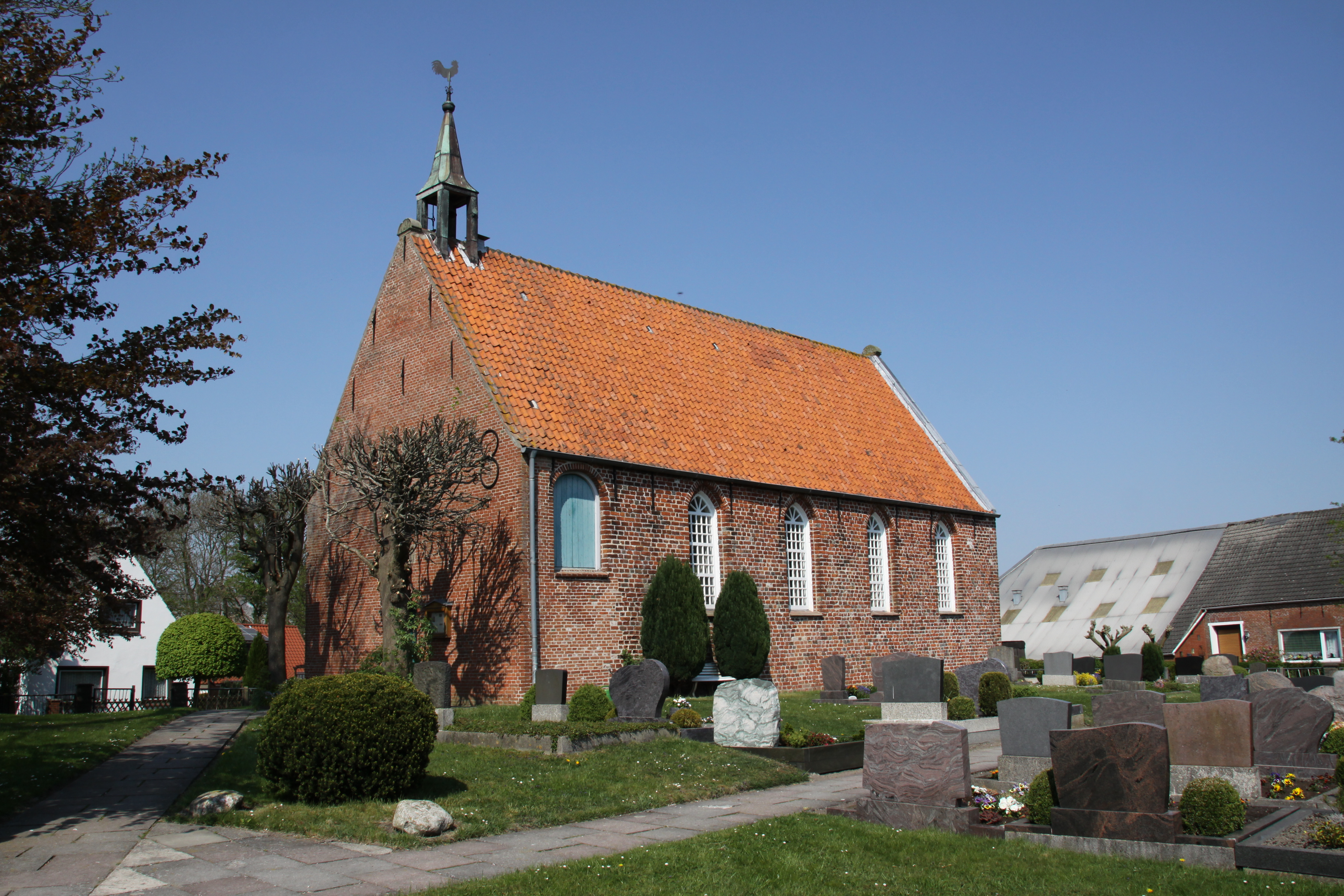
Kirche im Dorfzentrum von Cirkwehrum

Das ostfriesische Warfendorf Cirkwehrum war bis Anfang der 1970er Jahre eine selbständige Gemeinde. Von 1965 bis 1972 gehörte es zur Samtgemeinde Hinte. Jetzt ist das Dorf eine Ortschaft innerhalb der Einheitsgemeinde Hinte. Cirkwehrum zählte 2019 circa 188 Einwohner.

## Name
Der Ortsname Cirkwehrum hat im Laufe der Jahrhunderte manche Veränderungen erfahren. So findet sich zum Beispiel im Ostfriesischen Urkundenbuch für 1346 die Schreibweise Cirquerum und für 1381 Sircweren. Das Alphabetisch-Statistische Verzeichnis für das Königreich Hannover nannte für 1825 zum ersten Mal die bis heute gültige Namensform Cirkwehrum.
Was die Herleitung des Ortsnamens angeht, existieren verschiedene Deutungen. Der Namensforscher Bernhard Brons vermutet in dem ersten Namensteil den Rufnamen Cir[c]k oder Cirik während zum Beispiel Gerhard Ohling annimmt, dass er sich vom altfriesischen zerke oder ziurke (= Kirche) herleitet. Bei -wehrum, dem zweiten Bestandteil des Namens, handelt es sich mit hoher Wahrscheinlichkeit um den Dativ-Plural des altfriesischen were (= Wehr; gemeint sind hier Anlagen „zur Abwehr und Ableitung unerwünschten Wassers“). In der mittelniederdeutschen Periode wurde wehrum zu weren (vergleiche Cirquerum mit Sircweren). Ob es sich bei der für 1825 belegten Namensendung um eine Rückbesinnung auf die ursprüngliche Namensform oder um eine Angleichung an die sogenannten häufigen um-Namen ostfriesischer Ortschaften handelt, ist umstritten.
Eine volksetymologische Legende erklärt die Entstehung des Ortsnamens so: Ein Fuhrmann namens Cirk hatte Steine für den Bau eines bedeutenden Gebäudes geladen. Als er mit seinem Fuhrwerk an die Stelle des heutigen Ortes Cirkwehrum angelangt war, hörte er den Ruf „Cirk, wehr um!“ (ostfriesisches Plattdeutsch: „Cirk, wieder zurück!“). Eine Brücke, über die sein geplanter Weg führen sollte, war eingestürzt. Voller Zorn entlud Cirk daraufhin die Steine an Ort und Stelle. Ein erstes kleines Häuschen, das damit sogleich errichtet wurde, habe den Namen Cirkwehrum getragen und sei zur Keimzelle des späteren Dorfes geworden.

## Lage und Verkehrsanbindung
Das Dorf Cirkwehrum ist eine sogenannte Haufensiedlung. Die Warft, auf der sie liegt, erreicht eine Höhe von 3,9 Metern über Normalnull. Im Westen berührt Cirkwehrum ein Kleimarsch-, im Osten ein Knickmarschgebiet.
Cirkwehrum grenzt im Norden und Westen an die Krummhörner Ortschaft Uttum, im Süden an Westerhusen und Hinte sowie im Osten an Osterhusen und Canhusen. Nach Hinte, dem Hauptort der Kommunalgemeinde, sind es ungefähr 3 Kilometer in nordwestlicher Richtung. Die Kreisstraße K 229 verbindet den Ort nach Norden hin mit der Landesstraße L 4, in die sie bei Jennelt einmündet. Nach Süden hin verbindet die K 229 Cirkwehrum mit der Bundesstraße 210, auf die sie im Stadtgebiet von Emden trifft. Die VEJ-Buslinie 423b verbindet Cirkwehrum mit dem Krummhörner Hauptort Pewsum und mit dem Emder Hauptbahnhof.  Tagsüber verkehrt der Bus in beide Richtungen stündlich.

## Geschichte
Die Anfänge Cirkwehrums liegen im Dunkeln. Erste dokumentierte Erwähnungen stammen aus der Mitte des 14. Jahrhunderts. Danach befand sich in der Ortschaft ein befestigtes Anwesen, das sich im Besitz des einflussreichen Osterhuser Häuptling Folkmar Allena befand. 1379 wurde die Burg nach der Schlacht bei Loppersum durch Ocko tom Brok vollständig eingeäschert. Nach dem Wiederaufbau wurde die Burg 1436 (vermutlich durch Hamburger Militär) erneut zerstört.
Jahrhundertelang waren die natürlichen Tiefs und die Entwässerungskanäle, die die Krummhörn in einem dichten Netz durchziehen, der wichtigste Verkehrsträger. Über Gräben und Kanäle waren nicht nur die Dörfer, sondern auch viele Hofstellen mit der Stadt Emden und dem Hafenort Greetsiel verbunden. Besonders der Bootsverkehr mit Emden war von Bedeutung. Dorfschiffer übernahmen die Versorgung der Orte mit Gütern aus der Stadt und lieferten in der Gegenrichtung landwirtschaftliche Produkte: „Vom Sielhafenort transportierten kleinere Schiffe, sogenannte Loogschiffe, die umgeschlagene Fracht ins Binnenland und versorgten die Marschdörfer (loog = Dorf). Bis ins 20. Jahrhundert belebten die Loogschiffe aus der Krummhörn die Kanäle der Stadt Emden.“ Bereits 1824 schrieb der Kulturhistoriker Fridrich Arends in seiner Erdbeschreibung des Fürstenthums Ostfriesland und des Harlingerlandes: „Mit Wasser ist kein Amt reichlicher versehen wie dieses. (…) Im Winter und Frühling geschieht der Transport des Korns und sonstiger Güter sowohl in diesem als im Greetmer Amt immer zu Wasser, welches bei den schlechten Kleiwegen in der Jahreszeit außerordentlichen Nutzen hat.“
Torf, der zumeist in den ostfriesischen Fehnen gewonnen wurde, spielte über Jahrhunderte eine wichtige Rolle als Heizmaterial für die Bewohner der Krummhörn. Die Torfschiffe brachten das Material auf dem ostfriesischen Kanalnetz bis in die Dörfer der Krummhörn, darunter auch nach Cirkwehrum. Auf ihrer Rückfahrt in die Fehnsiedlungen nahmen die Torfschiffer oftmals Kleiboden aus der Marsch sowie den Dung des Viehs mit, mit dem sie zu Hause ihre abgetorften Flächen düngten.
Im April 1919 kam es zu sogenannten „Speckumzügen“ Emder Arbeiter, an die sich Landarbeiterunruhen anschlossen. Zusammen mit dem Rheiderland war der Landkreis Emden der am stärksten von diesen Unruhen betroffene Teil Ostfrieslands. Arbeiter brachen in geschlossenen Zügen in die umliegenden Dörfer auf und stahlen Nahrungsmittel bei Bauern, wobei es zu Zusammenstößen kam. Die Lage beruhigte sich erst nach der Entsendung von in der Region stationierten Truppen der Reichswehr. Als Reaktion darauf bildeten sich in fast allen Ortschaften in der Emder Umgebung Einwohnerwehren. Die Einwohnerwehr Cirkwehrums umfasste 16 Personen. Diese verfügten über zehn Waffen. Aufgelöst wurden die Einwohnerwehren erst nach einem entsprechenden Erlass des preußischen Innenministers Carl Severing am 10. April 1920.
Am 1. Juli 1972 wurde Cirkwehrum in die Gemeinde Hinte eingegliedert.

## Kirche
Im Ort steht die evangelisch-reformierte Cirkwehrumer Kirche.